# مارکو پیردا
مارکو پیردا (انگلیسی: Marco Piredda؛ زادهٔ ۴ مهٔ ۱۹۹۴) بازیکن فوتبال است.
از باشگاه‌هایی که در آن بازی کرده‌است می‌توان به باشگاه فوتبال کالیاری و باشگاه فوتبال کومو اشاره کرد.